# Annapolis (hrabstwo)
Annapolis – historyczne hrabstwo (geographic county) kanadyjskiej prowincji Nowa Szkocja z ośrodkiem w Annapolis Royal, powstałe w 1759, współcześnie jednostka podziału statystycznego (census division). Według spisu powszechnego z 2016 obszar hrabstwa to: 3189,14 km², a zamieszkiwało wówczas ten obszar 20 591 osób.
Hrabstwo, którego nazwa jest pochodną miana stolicy, zostało ustanowione 17 sierpnia 1759 i do 1837 obejmowało również tereny współczesnego hrabstwa Digby.
Według spisu powszechnego z 2011 obszar hrabstwa zamieszkiwało 20 756 mieszkańców; język angielski był językiem ojczystym dla 95,9%, francuski dla 2,2% mieszkańców.